# داف ويلسون
داف ويلسون (بالإنجليزية: Duff Wilson)‏ هو صحفي أمريكي، ولد في عقد 1950.